# Lagoa Yumurtalık

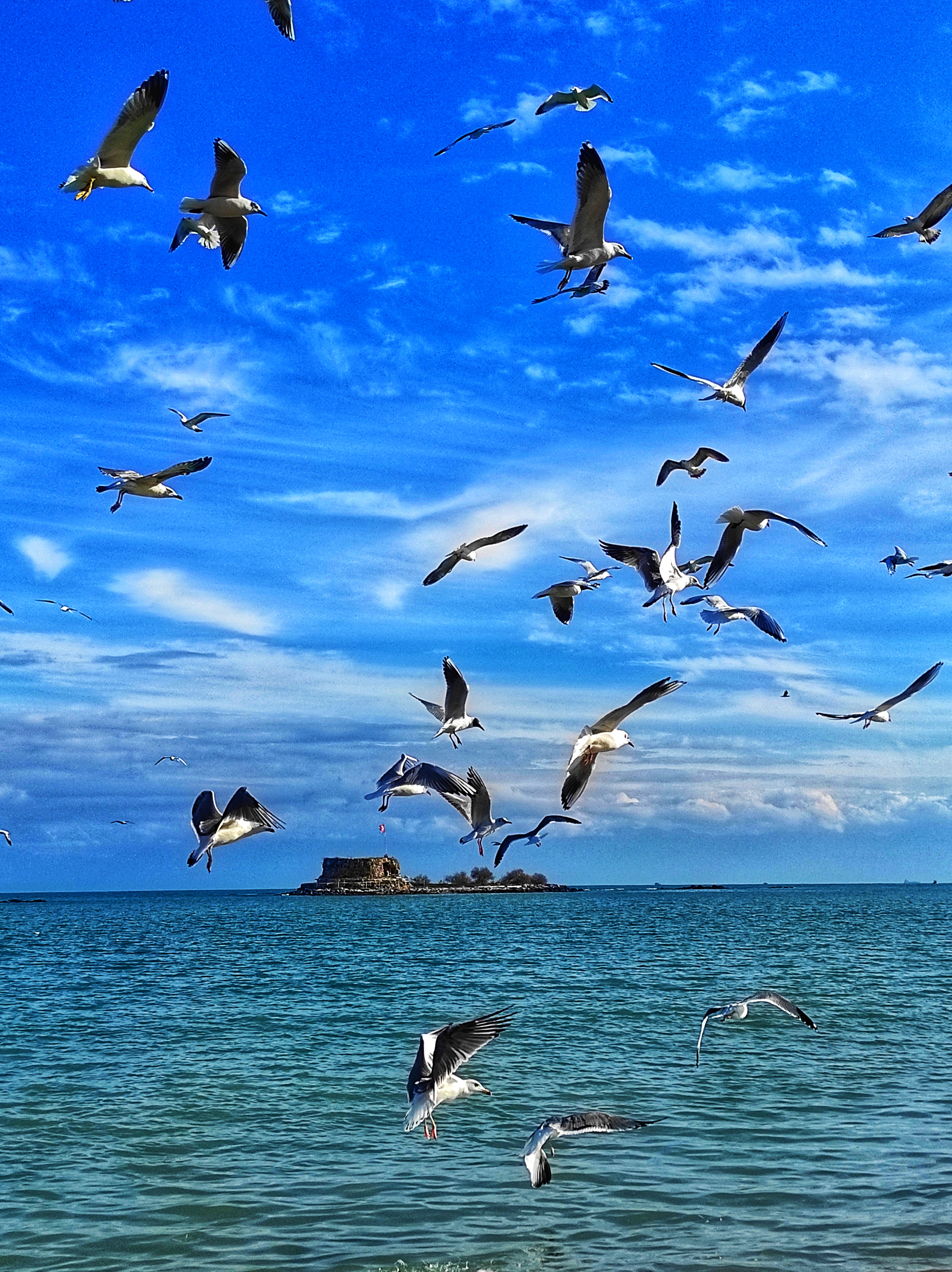
A Lagoa Yumurtalık no verão

A Lagoa Yumurtalık (em turco:  Yumurtalık Lagünü) é uma lagoa localizada na província de Adana, no sul da Turquia. A área é uma reserva natural, um antigo parque nacional e um sítio Ramsar.